# Cody Drameh
Cody Drameh, né le 8 décembre 2001 à Dulwich, est un footballeur anglais qui évolue au poste d'arrière droit à Hull City.

## Biographie
Drameh est né à Dulwich, dans le borough de Southwark à Londres, dans une famille notamment avec des origines gambiennes.

### Carrière en club
Formé à Fulham dans sa ville natale, Drameh signe au Leeds United en août 2020,.
Le 12 janvier 2022, il est prêté à Cardiff City.
Le 26 janvier 2023, il est prêté à Luton Town.

### Carrière en sélection
Drameh reçoit sa première cape avec les espoirs anglais le 16 novembre 2021, étant titularisé à droite de la défense pour un match amical contre la Géorgie.

## Statistiques
| Saison                | Club                   | Championnat           | Championnat | Championnat | Coupe nationale | Coupe nationale | Coupe de la Ligue | Coupe de la Ligue | Total | Total |
| Saison                | Club                   | Division              | M.          | B.          | M.              | B.              | M.                | B.                | M.    | B.    |
| 2021-2022             | Leeds United           | Premier League        | 3           | 0           | 1               | 0               | 1                 | 0                 | 5     | 0     |
| 2022-2023             | Leeds United           | Premier League        | 1           | 0           | 1               | 0               | 1                 | 0                 | 3     | 0     |
| 2023-2024             | Leeds United           | Premier League        | 1           | 0           | -               | -               | 1                 | 0                 | 2     | 0     |
| Sous-total            | Sous-total             | Sous-total            | 5           | 0           | 2               | 0               | 3                 | 0                 | 10    | 0     |
| 2021-2022             | Cardiff City           | Championship          | 22          | 0           | -               | -               | -                 | -                 | 22    | 0     |
| Sous-total            | Sous-total             | Sous-total            | 22          | 0           | 0               | 0               | 0                 | 0                 | 22    | 0     |
| 2023-2024             | Birmingham City (prêt) | Championship          | 18          | 0           | 2               | 0               | -                 | -                 | 20    | 0     |
| Sous-total            | Sous-total             | Sous-total            | 18          | 0           | 2               | 0               | 0                 | 0                 | 20    | 0     |
| Total sur la carrière | Total sur la carrière  | Total sur la carrière | 45          | 0           | 4               | 0               | 3                 | 0                 | 52    | 0     |

## Palmarès
| Fulham FC - Premier League -18 ans (1) : - Champion : 2019-20 (Div. 1, Gr. Sud). |